# 藍色 (紋章學)

德國城市多倫的紋章使用了藍色

在紋章學中，藍色（azure）是五種原色之一（另外四種是藍色、黑色、紫色、紅色）。藍色的語源來自於古法語的青金石一詞。藍色亦可象徵藍寶石或木星。